# Marcq-en-Ostrevent
Marcq-en-Ostrevent è un comune francese di 553 abitanti situato nel dipartimento del Nord nella regione dell'Alta Francia.

## Società

### Evoluzione demografica
Abitanti censiti